# 아델리랜드
아델리랜드(Adélie Land) 또는 테르아델리(프랑스어: Terre Adélie)는 프랑스가 영유권을 주장하고 있는 남극 대륙 지역으로서, 프랑스령 남방 및 남극 지역의 대부분을 차지하는 지역이다. 오스트레일리아령 남극 지역에 둘러싸여 있으며, 이 곳에 위치한 뒤몽뒤르빌 기지가 아델리랜드의 수도이다.

## 같이 보기
- 남극 기지